# Adelaide Holocaust Museum and Andrew Steiner Education Centre
L'Adelaide Holocaust Museum e l'Andrew Steiner Education Center (AHMSEC) è un museo ospitato nella storica Fennescey House al 33 di Wakefield Street, nel centro di Adelaide in Australia, ad est di Victoria Square/Tarndayangga.

## Il museo
Fennescey House appartiene alla Chiesa cattolica e si trova sul terreno della Cattedrale di San Francesco Saverio. Il centro educativo prende il nome da Andrew Steiner, un sopravvissuto all'Olocausto di Adelaide e scultore che ha diffuso conoscenze sull'Olocausto tra gli scolari per 30 anni. Aveva guidato il progetto, che è stato in gran parte finanziato con le donazioni di Gandel Philanthropy. Gli studenti di architettura della University of South Australia sono stati coinvolti nella progettazione del museo, e il team di progetto per la sua creazione ha lavorato a stretto contatto con il Jewish Holocaust Centre di Melbourne. Una delle sculture di Steiner, una figura dell'insegnante polacco, eroe dell'Olocausto Janusz Korczak, è un pezzo forte del museo.
Lo scopo del museo e del suo programma educativo è quello di istruire le persone, in particolare i giovani, sulla storia dell'Olocausto, di insegnare a "riflettere criticamente sui suoi temi e sulla loro attualità nella società contemporanea", di combattere l'antisemitismo e il razzismo.
L'inaugurazione si tenne il 9 novembre 2020, data dal grande significato, scelta per commemorare la Notte dei cristalli, quando nel 1938 i nazisti incendiarono sinagoghe, vandalizzarono case, scuole e attività commerciali appartenenti agli ebrei e uccisero quasi 100 persone, segnando l'inizio dell'Olocausto. Il museo ha aperto al pubblico una settimana dopo, il 17 novembre 2020.
Comprende quattro gallerie:
- la galleria Anna Frank ospita la mostra permanente;
- la galleria Lefmann conserva reperti storici, oggetti personali e fotografie dei sei sopravvissuti all'Olocausto che vivono ad Adelaide. Una di queste è Eva Temple, salvata da bambina dalla nonna e tenuta in vita nel campo di concentramento di Bergen-Belsen;[6]
- la Jack and Robert Smorgon Families Foundation Gallery ospita il centro educativo, che mette a punto i programmi per le scuole e per il pubblico in generale;
- la Franz Kempf Memorial Gallery è una piccola galleria con opere dell'artista Franz Kempf, nota come "La serie dell'Olocausto".

Poco prima dell'apertura il governo federale annunciò che avrebbe finanziato con 2,5 milioni di dollari l'ulteriore sviluppo del museo.

## Fennescy House
La Fennescey House, dichiarata patrimonio dell'umanità, fu progettata dall'architetto Herbert Jory (20 marzo 1888 - 16 maggio 1966) in stile neogotico e costruita intorno al 1940 come ufficio educativo per la Chiesa cattolica. L'edificio prende nome dai committenti, Mary e John Fennescey, che donarono 20 000 £ per la sua costruzione. Fa parte del registro del patrimonio dell'Australia meridionale e dell'elenco dei monumenti del National Trust of South Australia (NTSA).